# Nogometni kup Vukovarsko-srijemske županije
Nogometni kup Vukovarsko-srijemske županije predstavlja kvalifikacijsko natjecanje za Hrvatski nogometni kup. Finalisti kupa Vukovarsko-srijemske županije sudjeluju sljedeće sezone u pretkolu Hrvatskog nogometnog kupa.

## Format natjecanja
Kao uvod za finalni turnir odigravaju se kup natjecanja nogometnih središta Vukovar, Vinkovci i Županja. Tu sudjeluju svi klubovi članovi Županijskog nogometnog saveza Vukovarsko-srijemske županije (bez klubova koji spadaju u 16 najboljih rangiranih prema koeficijentu HNS-a u prethodnih pet sezona). Osvajači ova tri kupa su učesnici županijskog kup natjecanja.
Samo natjecanje se odvija u dvije utakmice: polufinale i finale. Kako ovdje sudjeluju tri kluba, žrijebom se izvlače klubovi koji će igrati polufinale, kao i domaćinstvo u polufinalnoj utakmici. Ako rezultat utakmice nakon 90 minuta bude neriješen, pobjednik će se odlučiti izvođenjem jedanaesteraca. Pobjednik polufinalnog susreta je domaćin u finalnoj utakmici. Oba finalista sudjeluju sljedeće sezone u Kupu Hrvatske.
Do 1998. godine, nije postojalo natjecanje u nogometnom središtu Vukovar, te se pobjednik kupa dobivao na utakmici između osvajača kupa nogometnih središta Vinkovci i Županja.

## Povijest

### 1995./96.
- Finale: NK Zrinski Bošnjaci - NK Bedem Ivankovo 1:0

Kup je osvojio NK Zrinski Bošnjaci nakon ponovljene utakmice (prva prekinuta zbog tuče)

### 1997./98.
- Finale: NK Bedem Ivankovo - NK Graničar Županja 1:4

Kup je osvojio NK Graničar Županja

### 1998./99.
Kup je osvojio HNK Vukovar '91.

### 1999./2000.
- Finale (24. svibnja): NK Lokomotiva Cestorad Vinkovci - HNK Vukovar '91 1:2

Kup je osvojio HNK Vukovar '91.

### 2000./01.
- Finale: NK Dilj Vinkovci - HNK Vukovar '91 2:1

Kup je osvojio NK Dilj Vinkovci

### 2001./02.
- Finale (15. svibnja): NK Bedem Ivankovo - NK Graničar Županja 1:1 (5:4 nakon jedanaesteraca)

Kup je nakon jedanaesteraca osvojio NK Bedem Ivankovo

### 2002./03.
- Finale (14. svibnja): HNK Vukovar '91 - NK Graničar Županja 1:2

Kup je osvojio NK Graničar Županja

### 2003./04.
- Finale (26. svibnja): NK Sladorana Županja - NK Sinđelić Trpinja 3:2

Kup je osvojila NK Sladorana Županja.

### 2004./05.
- Polufinale: NK Graničar Županja - NK Dilj Vinkovci
- Finale: NK Graničar Županja - HNK Vukovar '91 1:3

Kup je osvojio HNK Vukovar '91

### 2005./06.
- Finale: NK Graničar Županja - HNK Vukovar '91 2:3

Kup je osvojio HNK Vukovar '91

### 2006./07.
- Finale: NK Zrinski Tordinci - NK Graničar Županja 2:2 (nakon jedanaesteraca 13:12)

Kup je nakon jedanaesteraca osvojio NK Zrinski Tordinci

### 2007./08.
- Finale: NK Graničar Županja - HNK Vukovar '91 1:3

Kup je osvojio HNK Vukovar '91.

### 2008./09.
- Finale: NK Graničar Županja - NK Vuteks-Sloga Vukovar 5:1

Kup je osvojio NK Graničar Županja

### 2009./10.
- Polufinale: NK Graničar Županja - HNK Vukovar '91 3:0[14]
- Finale: NK Nosteria Nuštar - NK Graničar Županja 4:1[15]

Kup je osvojila NK Nosteria Nuštar.

### 2010./11.
- Polufinale: NK Bedem Ivankovo - HNK Fruškogorac Ilok 1:1 (nakon jedanaesteraca 2:4)[16]
- Finale (18. svibnja): HNK Fruškogorac Ilok - NK Jadran Gunja 1:1 (nakon jedanaesteraca 5:4)[17][18]

Kup je osvojio HNK Fruškogorac Ilok.

### 2011./12.
- Polufinale: NK Zrinski Tordinci - NK Jadran Gunja 3:2[19]
- Finale (16. svibnja): NK Zrinski Tordinci - NK Vuteks-Sloga Vukovar 2:0[20]

Kup je osvojio NK Zrinski Tordinci.

### 2012./13.
- Polufinale (15. svibnja): NK Bobota Agrar - NK Otok 4:0
- Finale (22. svibnja): NK Bobota Agrar - NK Graničar Županja 0:0 (nakon jedanaesteraca 4:3)[21][22]

Kup je osvojila NK Bobota Agrar.

### 2013./14.
- Polufinale (14. svibnja) NK Mladost Antin - NK Graničar Županja[23]
- Finale (21. svibnja): NK Mladost Antin - NK Vuteks-Sloga Vukovar

Kup je osvojila NK Mladost Antin.

### 2014./15.
- Polufinale: NK Slavonija Soljani - NK Sloga Novi Mikanovci 0:1[24]
- Finale (20. svibnja): NK Sloga Novi Mikanovci - NK Vuteks-Sloga Vukovar 1:2[25]

Kup je osvojio NK Vuteks-Sloga Vukovar.

### 2015./16.
- Finale: NK Slavonija Soljani – HNK Vukovar 1991 1:4[26]

Kup je osvojio HNK Vukovar 1991.

### 2016./17.
- Finale: HNK Fruškogorac Ilok - NK Bedem Ivankovo 1:4[27][28]

Kup je osvojio NK Bedem Ivankovo.

### 2017./18.
- Finale: HNK Vukovar 1991 - NK Graničar Županja 2:0[29]

Kup je osvojio HNK Vukovar 1991.

### 2018./19.
- Finale: NK Vuteks-Sloga Vukovar - NK Slavonac Komletinci 0:1[30]

Kup je osvojio NK Slavonac Komletinci.

## Vanjske poveznice
- Županijski nogometni savez Vukovarsko-srijemske županije  Arhivirana inačica izvorne stranice od 2. travnja 2015. (Wayback Machine)